# Neues Forum
Das Neue Forum (Abkürzung: NF, Kurzbezeichnung: Forum) war eine der Bürgerbewegungen, die in der Zeit der friedlichen Revolution in der DDR entstanden sind und die Wende wesentlich mitprägten. Ein Teil des Neuen Forums ging später im Bündnis 90 und schließlich in der Partei Bündnis 90/Die Grünen auf. Ein anderer Teil blieb als eigenständige Organisation erhalten, die auf dem Gebiet der ehemaligen DDR heute als Kleinpartei aktiv ist.

## Geschichte

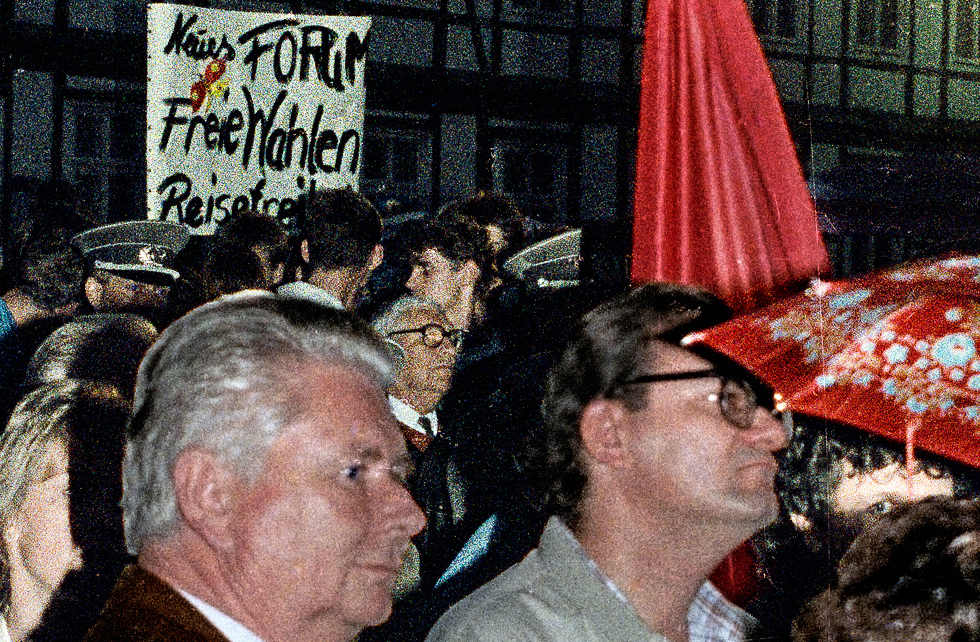
Am 23. Oktober 1989 rief das Neue Forum in Schwerin zu einer Demonstration auf.

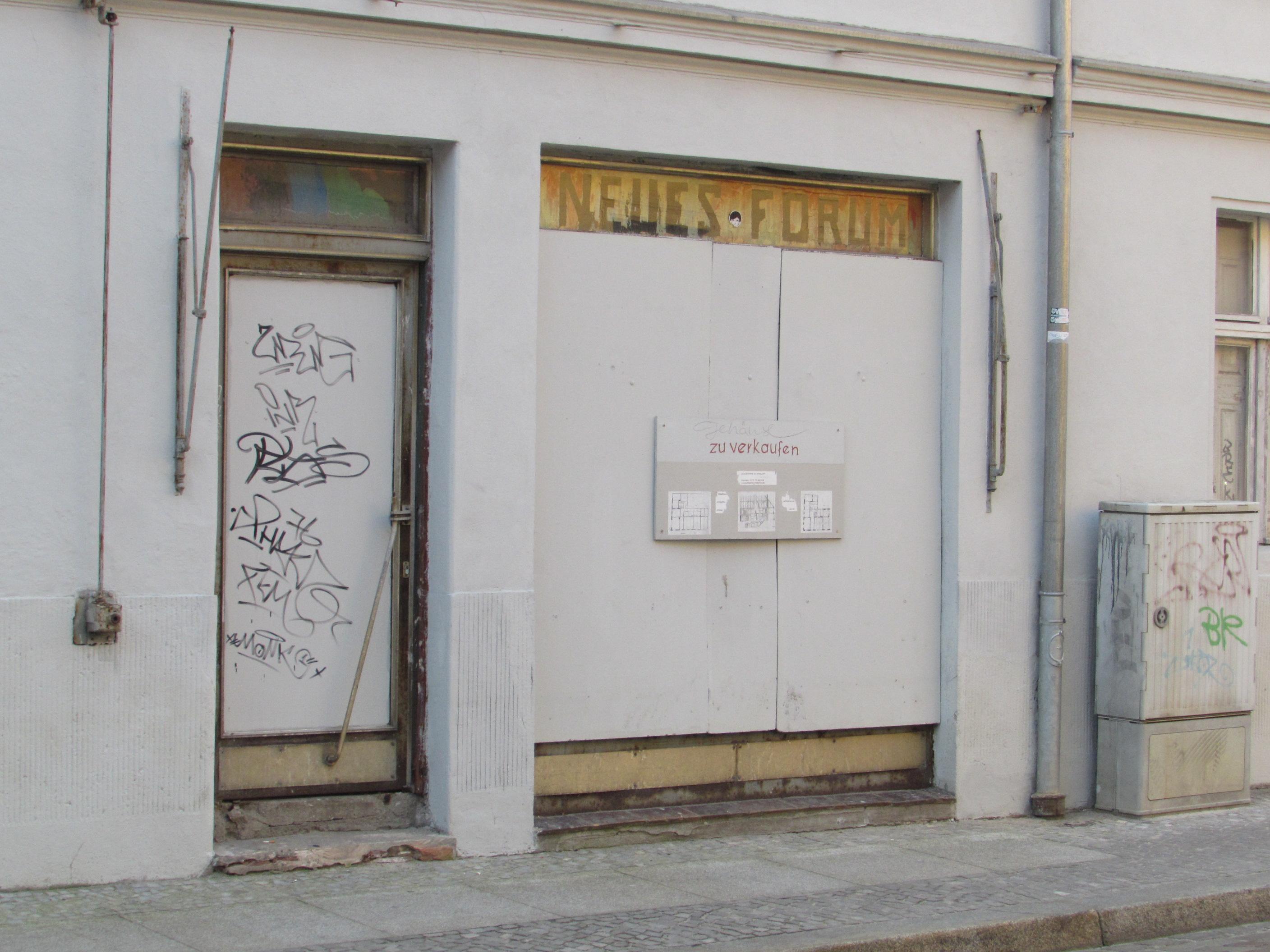
Ehemaliges Büro des Neuen Forums in Brandenburg an der Havel

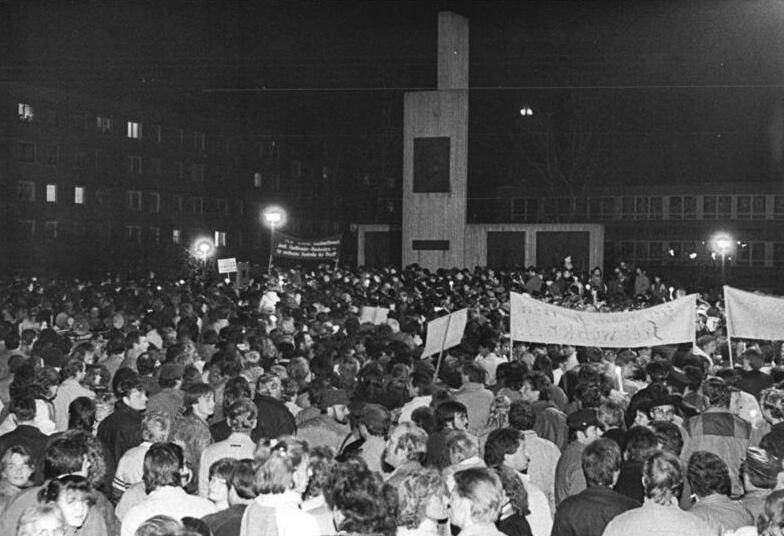
Genehmigte Demonstration zum Neuen Forum in Guben, November 1989

### Gründungsaufruf
Das Neue Forum wurde am 9./10. September 1989 bei Berlin im Grünheider Ortsteil Altbuchhorst, im Haus von Katja Havemann, der Witwe Robert Havemanns, gegründet. Am 10. September veröffentlichte die Gruppe den Aufruf „Die Zeit ist reif – Aufbruch 89“. Er war von 30 Erstunterzeichnern aus der gesamten DDR, die knappe Hälfte aus Berlin, unterschrieben worden. Unter ihnen befanden sich die Malerin Bärbel Bohley, der Physiker Martin Böttger, die Ärztin Erika Drees, die Heimerzieherin Katja Havemann, der Jurist Rolf Henrich, die Zahnärztin Jutta Seidel, der Physiker Reinhard Meinel, der Physiker Sebastian Pflugbeil, der Arzt und Molekularbiologe Jens Reich, der Betonfacharbeiter Reinhard Schult, der Physiker Rudolf Tschäpe, der Student Michael Arnold sowie der Pfarrer und Direktor der Evangelischen Akademie Magdeburg Hans-Jochen Tschiche. Der Aufruf begann mit dem Satz „In unserem Land ist die Kommunikation zwischen Staat und Gesellschaft offensichtlich gestört“ und beschrieb dann in einem längeren Absatz die Verhältnisse in der DDR. Ferner wurden darin verschiedene Kritikpunkte aufgeführt, die mit Wünschen an die gesellschaftliche Entwicklung verbunden waren, ohne allerdings konkrete politische Forderungen zu stellen. Das Hauptanliegen des Aufrufs war das Einklagen eines „demokratischen Dialogs“. „In aller Öffentlichkeit, gemeinsam und im ganzen Land“ sollte über die wichtigen Fragen nachgedacht und gesprochen werden. Das Neue Forum wollte eine „politische Plattform“ für diesen als notwendig beschriebenen Dialog sein und rief alle Bürger der DDR auf, an der „Umgestaltung unserer Gesellschaft“ mitzuarbeiten und dem Neuen Forum beizutreten.

### Aktivitäten bis zur Volkskammerwahl am 18. März 1990

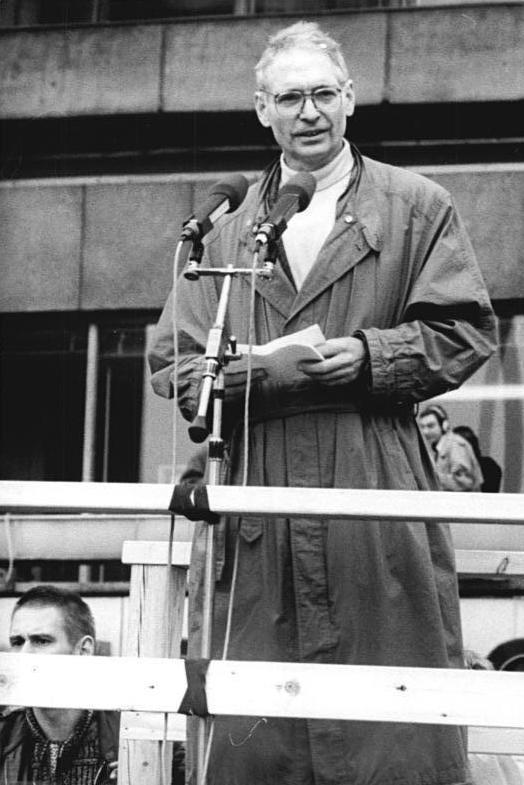
Jens Reich spricht bei der Berliner Großdemonstration am 4. November 1989

Am 19. September 1989 meldete das Neue Forum die Gründung der Vereinigung unter Berufung auf Artikel 29 der DDR-Verfassung in elf der 15 DDR-Bezirke an. Zwei Tage später wurde über die staatliche Nachrichtenagentur ADN das Neue Forum als verfassungs- und staatsfeindlich beschrieben. Zu diesem Zeitpunkt hatten bereits 3.000 Menschen den Aufruf unterschrieben. Am 25. September wurde der Antrag auf Zulassung offiziell mit der Begründung abgelehnt, es bestehe keine gesellschaftliche Notwendigkeit für eine derartige Vereinigung. In Regierungskreisen wurde der Gründungsaufruf wie folgt interpretiert: Es sei ein gefährliches Oppositionspapier, weil es zu 70 Prozent die Probleme der Bevölkerung benenne und nur zu 30 Prozent ein Angriff auf die DDR sei.
Der Spiegel schrieb am 9. Oktober 1989:

„Kein Mensch mehr, so scheint es, schert sich im 40. Jahr der Republik um Drohungen und Verbote der sozialistischen Obrigkeit. 900 Bürger schrieben sich bei einem Gottesdienst in Schwerin in die Mitgliederliste des Neuen Forums ein, obwohl Innenminister Friedrich Dickel die Vereinigung kurz zuvor zur staatsfeindlichen Organisation erklärt hatte.“

Der Aufruf des Neuen Forums wurde vervielfältigt und weitergegeben. Auf Veranstaltungen – zunächst vor allem in Kirchen – lagen der Aufruf und Unterschriftslisten aus. Das MfS beobachtete diese Tätigkeiten als „staatsfeindlich“. Bis Ende des Jahres 1989 unterschrieben etwa 200.000 DDR-Bürger den Aufruf. Das Neue Forum hatte zu diesem Zeitpunkt etwa 10.000 feste Mitglieder.
Das Neue Forum hatte ein hohes Maß an Mobilisierungswirkung. Der Protest auf den Straßen, die Montagsdemonstrationen, aber darüber hinaus nahezu täglich mehrere Demonstrationen in der gesamten DDR und viele Veranstaltungen wurden erheblich durch das Neue Forum und seine Bindungskraft getragen. Außerdem wuchsen Strukturen: Kontaktadressen wurden verteilt, regionale und überregionale Arbeitsgruppen zu unterschiedlichen Themen bildeten sich, Sprecher wurden gewählt, politische Forderungen wurden gestellt. Die meisten bestimmenden Akteure des Neuen Forums sahen das Ziel ihres Wirkens in Veränderungen in der DDR. Sie strebten kein kapitalistisches Gesellschaftssystem an und gingen von der Zweistaatlichkeit Deutschlands aus. Eine Wiedervereinigung der beiden deutschen Staaten war für sie kein Thema. Nach dem Mauerfall am 9. November 1989 verlor das Neue Forum mit diesen Positionen und den wenig konkreten Zielen des Gründungsaufrufs (Dialog, Gerechtigkeit, Friede, Demokratie) zunehmend an Einfluss auf die Volksbewegung.
Von Dezember 1989 bis März 1990 arbeitete das Neue Forum mit Vertretern am Zentralen Runden Tisch und (teilweise länger) an Runden Tischen in Kombinaten, Reichsbahndirektionen, Betrieben und lokalen Runden Tischen mit, die mit einer Vielzahl von Forderungen an die bestehende DDR-Regierung und an die entsprechenden überbezirklichen und kommunalen politischen Entscheidungsträger herantraten, sie mit friedlichen Mitteln entwaffneten und die politische Entwicklung in dieser Zeit wesentlich mitbestimmten. Von Februar bis März 1990 stellte das Neue Forum mit Sebastian Pflugbeil einen Minister ohne Geschäftsbereich in der Regierung unter Hans Modrow.

### Wahlen 1990
| Landtagswahlen am 14. Oktober 1990 | Landtagswahlen am 14. Oktober 1990                                                      | Landtagswahlen am 14. Oktober 1990 |
| Wahl                               | Listenverbindung mit                                                                    | %                                  |
| ---------------------------------- | --------------------------------------------------------------------------------------- | ---------------------------------- |
| Brandenburg                        | Demokratie Jetzt                                                                        | 6,4 %                              |
| Mecklenburg-Vorpommern             | –                                                                                       | 2,9 %                              |
| Sachsen-Anhalt                     | Demokratie Jetzt Grüne Initiative Frieden und Menschenrechte Unabhängiger Frauenverband | 5,3 %                              |
| Sachsen                            | Demokratie jetzt Grüne Unabhängiger Frauenverband                                       | 5,6 %                              |
| Thüringen                          | Demokratie jetzt Grüne                                                                  | 6,5 %                              |

Die politische Ausrichtung des Neuen Forums war zunächst relativ unbestimmt, in ihm organisierte sich ein breites Spektrum an Mitgliedern mit unterschiedlichen Auffassungen. Die Streitfrage, ob man eine Partei bilden oder eine Bürgerbewegung bleiben solle, kulminierte Ende 1989 in mehreren Aufrufen zur Gründung einer Partei aus dem Forum heraus. Am 27. und 28. Januar 1990 spalteten sich nach langen Debatten etwa ein Viertel der Anhänger, vor allem Mitglieder aus den Südbezirken der DDR, als Deutsche Forumpartei (DFP) vom Neuen Forum ab, deren Vorsitzender Jürgen Schmieder wurde. Die DFP ging mit der Wiedervereinigung in der FDP auf.
Bei der offiziellen Gründungskonferenz im Januar 1990 kam es zu heftigen Auseinandersetzungen zwischen dem linken und dem gemäßigten Flügel. Als Ergebnis behielt das Neue Forum seine basisdemokratischen Strukturen bei, strich aber das Bekenntnis zur eigenstaatlichen DDR aus dem Programm. Am 6. Februar schloss sich das Neue Forum mit den Bürgerbewegungen Demokratie Jetzt und Initiative Frieden und Menschenrechte (IFM) zum Wahlbündnis Bündnis 90 zusammen. Bei der Volkskammerwahl am 18. März erhielt das Bündnis 90 dann 2,9 % der Stimmen und stellte 12 Abgeordnete in der Volkskammer. Gemeinsam mit den Abgeordneten der Grünen Partei in der DDR gründeten sie die Fraktion Bündnis 90/Grüne. In ihr saßen für das Neue Forum Joachim Gauck, Gotthilf Matzat, Hanns-Ulrich Meisel, Ilse Nierade-Koenig, Rainer Pietsch, Jens Reich, Werner Schulz und Hans-Jochen Tschiche. Die Fraktion sprach sich vehement gegen die ihrer Meinung nach zu schnelle Währungsreform und Vereinigung mit der Bundesrepublik aus.
Bei den ersten ostdeutschen Landtagswahlen am 14. Oktober 1990 war das Neue Forum teilweise erfolgreich: In Mecklenburg-Vorpommern, wo es allein antrat, scheiterte es mit 2,9 % an
der Fünfprozenthürde; in Sachsen-Anhalt gelang ihm in einer Listenverbindung mit anderen Bürgerbewegungen und den Grünen mit 5,3 % und sechs Abgeordneten der Einzug, ebenso bei der Landtagswahl in Sachsen, wo die Listenverbindung 5,6 % und zehn Sitze erreichte. In Thüringen bildete es mit den Grünen und „Demokratie Jetzt“ eine Listenverbindung, die 6,5 % und sechs Sitze erhielt. In Brandenburg erreichte es
in einer Listenverbindung mit „Demokratie Jetzt“ 6,4 % und sechs Sitze.
Zur ersten gesamtdeutschen Bundestagswahl nach der Wiedervereinigung am 2. Dezember trat das Neue Forum zusammen mit Demokratie jetzt, IFM, dem Unabhängigen Frauenverband (UFV) und der Grünen Partei in der Listenvereinigung Bündnis 90/Grüne – BürgerInnenbewegung (B90/Gr) an. Der achtköpfigen Bundestagsgruppe, die nur Abgeordnete aus den östlichen Bundesländern enthielt, da die West-Grünen an der Fünf-Prozent-Hürde gescheitert waren, gehörten für das Neue Forum Werner Schulz und Ingrid Köppe an.

## Das Neue Forum nach der friedlichen Revolution

### Teilnahme an Wahlen
| Landtagswahlen nach 1990 | Landtagswahlen nach 1990 |
| Wahl                     | %                        |
| ------------------------ | ------------------------ |
| Sachsen 1994             | 0,7 %                    |
| Thüringen 1994           | 1,1 %                    |
| Sachsen-Anhalt 1998      | 0,4 %                    |
| Sachsen 1999             | 0,2 %                    |
| Thüringen 1999           | 0,3 %                    |
| Berlin 2006              | 0,0 %                    |

Das Bündnis 90, das bis zu diesem Zeitpunkt nur verschiedene Wahlbündnisse bezeichnete, gründete sich in der Folgezeit als Partei neu. In ihm schlossen sich Demokratie Jetzt, IFM und ein Teil des Neuen Forums zusammen, bevor sich Bündnis 90 dann 1993 mit den Grünen zur neuen Partei Bündnis 90/Die Grünen vereinigte.
Ein Teil des Neuen Forums wollte diese Vereinigung, insbesondere den Weg zur Partei, nicht mitgehen. So blieb das Neue Forum als Organisation erhalten, hat aber heute nur noch sehr geringe Bedeutung. Bei der Europawahl 1994 trat das Neue Forum an und erzielte dort ein Ergebnis von 0,3 %. 1998 trat man zur Bundestagswahl mit Landeslisten in Thüringen (0,3 %) und Sachsen (0,1 %) an. Vereinzelt trat das Neue Forum in der Folgezeit noch bei ostdeutschen Landtagswahlen an, erzielte dabei allerdings keine nennenswerten Erfolge, so am 19. September 1999 bei der Landtagswahl in Sachsen 0,2 %. Zuletzt trat das Neue Forum zu den Berliner Abgeordnetenhauswahlen am 17. September 2006 an.
Vereinzelt ist das Neue Forum in kommunalen Gremien vertreten. Zurzeit ist es mit je einem Sitz in den Stadträten von Halle (Saale) und Leipzig (dort in der Bürgerfraktion zusammen mit drei parteilosen Stadträten) sowie mit zwei Sitzen in der Gemeindevertretung von Schöneiche bei Berlin vertreten. Im Saalekreis war das Neue Forum bis 2014 mit einem Sitz im Kreistag vertreten. In der Stadt Dessau-Roßlau stellte es von 2007 bis 2014 drei und seitdem zwei von 50 Stadträten. Der parteilose, direkt gewählte Oberbürgermeister Klemens Koschig steht dem Neuen Forum nahe. In Schmölln/Thüringen ist das Neue Forum seit 1990 im Stadtrat vertreten und bildet seit 2009 eine eigene Fraktion. In der Stadtratswahl 2014 erreichte es 16,7 % und stellt 4 Abgeordnete. Bei den Kommunalwahlen in Sachsen 2009 errang das Neue Forum einen Sitz. 
Einen bis heute bestehenden Sonderfall bildet die Ortsgruppe des Neuen Forums in Woltersdorf an der Schleuse. Für die Kommunalwahl 1990 vereinigte sie sich mit dem örtlichen Bürgerkomitee und errang neun Sitze, wurde damit stärkste Fraktion und stellte den ersten Bürgermeister. Die Vereinigung blieb bestehen und das Woltersdorfer Bürgerforum ist bis heute in der Gemeindevertretung Woltersdorfs vertreten. 

### Inhaltliches Profil
Das Neue Forum definiert sich als „unabhängige politische Vereinigung von Bürgerinnen und Bürgern, die Demokratie in allen Lebensbereichen durchsetzen wollen.“ Außerdem betont es, „auf Gewaltlosigkeit, auf Vernunft und die Kraft der Argumente“ zu setzen. Es kritisiert jegliche totalitären Strukturen und lehnt Ausländerfeindlichkeit, Neofaschismus, Stalinismus, Gewaltverherrlichung, Militarismus, Antisemitismus, Rassismus und Sexismus strikt ab. Es kritisiert ferner den Sozialabbau der etablierten Parteien, die sich seiner Ansicht nach kaum voneinander unterscheiden. Eine Vernetzung von verschiedenen Bürgerinitiativen und Interessenverbänden sei nötig, um eine parteiübergreifende Bürgervertretung zu schaffen. Nur nach außen genüge es den Anforderungen des Parteiengesetzes, um sich an Wahlen beteiligen zu können.

### Struktur
Das Neue Forum ist ausschließlich in den neuen Bundesländern aktiv. Es gliedert sich in den Bundesverband sowie in die Landesverbände Berlin, Brandenburg, Mecklenburg-Vorpommern, Sachsen und Sachsen-Anhalt. Der Bundesvorstand besteht aus drei gleichberechtigten Mitgliedern.